# Jean Rey
Jean Rey (15 lipca 1902 w Liège – 19 maja 1983 tamże), belgijski polityk. W latach 1967–1970 przewodniczący Komisji Wspólnot Europejskich.